# Rezolucija Vijeća sigurnosti UN-a 1066
Rezolucijom Vijeća sigurnosti UN-a 1066, jednoglasno usvojenom 15. srpnja 1996., nakon podsjećanja na prethodne rezolucije o Hrvatskoj uključujući rezolucije 779 (1992.), 981 (1995.), 1025 (1995.) i 1038 (1996.), Vijeće je ovlastilo vojne promatrače da nastave promatrati demilitarizacije na području poluotoka Prevlake u Hrvatskoj do 15. siječnja 1997.
Vijeće je primilo na znanje dogovor predsjednika Hrvatske i Savezne Republike Jugoslavije ( Srbije i Crne Gore) o demilitarizaciji poluotoka Prevlake i doprinos koji je dao smanjenju napetosti u regiji. Također je potvrdio suverenitet, teritorijalnu cjelovitost i neovisnost Hrvatske, te važnost uzajamnog priznanja između država sljednica u bivšoj Jugoslaviji.
Dvije zemlje pozvane su na pridržavanje preuzetih obveza i nastavak pregovora u cilju normalizacije bilateralnih odnosa. Potaknuti su da usvoje mjere za smanjenje napetosti kao što su predložili vojni promatrači. U međuvremenu su promatrači i Snage za provedbu (IFOR) pozvani na međusobnu suradnju.
Vijeće je također zatražilo od glavnog tajnika da do 5. siječnja 1997. izvijesti o stanju na poluotoku io napretku Hrvatske i Srbije i Crne Gore u rješavanju međusobnih razlika.

## Vanjske poveznice
- Text of the Resolution at undocs.org